# Nationale Front (DDR)

Die Stellung der Nationalen Front nach der Verfassung der DDR von 1968/74

Die Nationale Front war eine von der SED kontrollierte überparteiliche „sozialistische Volksbewegung“ aller Parteien und gesellschaftlichen Organisationen (mit Ausnahme christlicher Organisationen) in der DDR. Programmatisch diente sie „zur Annäherung der Klassen und Schichten auf dem Boden der Ideale der Arbeiterklasse“ sowie der Entwicklung „enger Gemeinschaftsbeziehungen in den Wohngebieten der Städte und Gemeinden“ und war somit wesentlicher Bestandteil des Herrschaftssystems der DDR.
In der Verfassung der Deutschen Demokratischen Republik von 1968 wurde sie in Art. 3 verankert.

„Art. 3.
 (1) Das Bündnis aller Kräfte des Volkes findet in der Nationalen Front des demokratischen Deutschland seinen organisierten Ausdruck.

(2) In der Nationalen Front des demokratischen Deutschland vereinigen die Parteien und Massenorganisationen alle Kräfte des Volkes zum gemeinsamen Handeln für die Entwicklung der sozialistischen Gesellschaft. Dadurch verwirklichen sie das Zusammenleben aller Bürger in der sozialistischen Gemeinschaft nach dem Grundsatz, daß jeder Verantwortung für das Ganze trägt.“

Durch § 4 des Gesetzes vom 7. Oktober 1974 wurden in Art. 3 Abs. 1 die Worte Nationale Front des demokratischen Deutschland ersetzt durch Nationale Front der Deutschen Demokratischen Republik.

## Geschichte

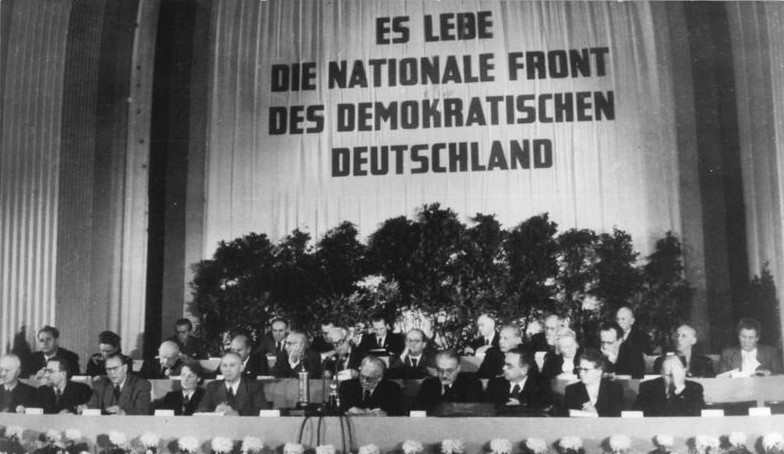
9. Tagung des Deutschen Volksrates am 7. Oktober 1949

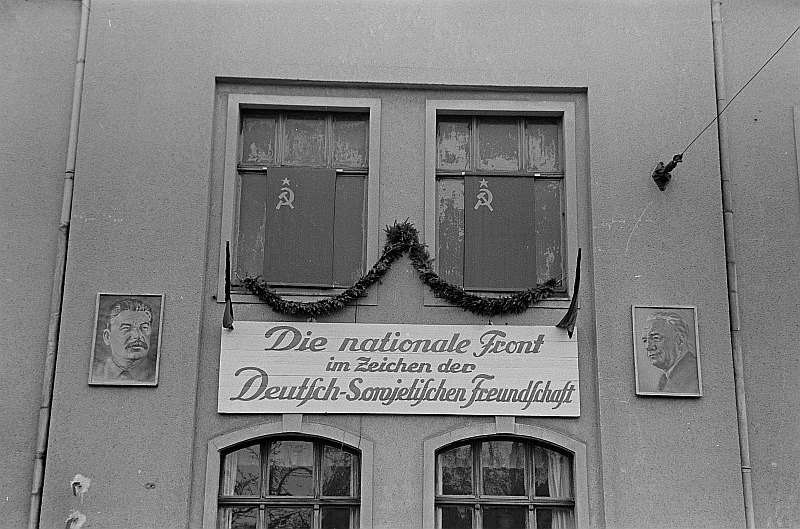
Banner „Die nationale Front im Zeichen der Deutsch-Sowjetischen Freundschaft“ mit den Bildnissen von Josef Stalin (li.) und Wilhelm Pieck 1951.

Seit November 1947 gab es die Volkskongressbewegung, mit welcher die SED andere Parteien, Massenorganisationen, kulturelle Vereinigungen und Einzelpersonen für die Durchsetzung ihrer deutschlandpolitischen Ziele einbinden wollte. Nachdem die westlichen Besatzungsmächte die Mobilisierung für die Volkskongresse in ihren Zonen verboten hatten, wurde der Deutsche Volkskongress 1949 zu einem Instrument zur Bildung einer verfassungsgebenden Versammlung in der sowjetischen Besatzungszone. Auf dem Dritten Deutschen Volkskongress im Mai 1949 setzte er den Deutschen Volksrat ein, der zum 7. Oktober 1949 die provisorische Volkskammer konstituierte und die von ihm zuvor bestätigte Verfassung in Kraft setzte. Die Volkskongressbewegung ging dann in der 1950 zur ersten Volkskammerwahl gebildeten Nationalen Front auf.
Durch die Nationale Front sollten dem Anspruch nach alle gesellschaftlichen Gruppen Einfluss auf gesellschaftspolitischen Prozesse nehmen können (Sozialistische Demokratie). Faktisch war die Nationale Front jedoch auch ein Mittel, um die Blockparteien und Massenorganisationen zu disziplinieren und die Vormachtstellung der SED im Staat zu festigen. Das Parteiprogramm der SED von 1963 nannte es eine „Besonderheit“ der DDR, dass sie „sich fest auf die bewährte Zusammenarbeit der in der Nationalen Front des demokratischen Deutschland vereinten Parteien, gesellschaftlichen Organisationen und Kräfte“ stütze. Tatsächlich gab es vergleichbare Institutionen aber auch in der Volksrepublik Polen (Einheitsfront der Nation), in der CSSR (Nationale Front), in der Volksrepublik Bulgarien (Vaterländische Front), in der Rumänischen Sozialistischen Republik (Front der Sozialistischen Einheit), in der Sozialistischen Föderativen Republik Jugoslawien (Sozialistischer Bund der Werktätigen), außerdem die Vaterländische Front in der Demokratischen Republik Vietnam und die Demokratische Vaterländische Einheitsfront in der Koreanischen Volksdemokratischen Republik.
Auf der 9. Tagung des Deutschen Volksrates am 7. Oktober 1949 wurde das Manifest der Nationalen Front des demokratischen Deutschlands vorgestellt.
Als Programmatik der Nationalen Front wurde auch der Begriff des „Nationalen Widerstandes“ etabliert. Kernsätze waren der Widerstand gegen das Besatzungsstatut, die Wiederbewaffnung Westdeutschlands und die Einfuhr amerikanischer Waren, sowie die „Aufklärung über amerikanische und englische Kriegspropaganda“ und die Unterstützung aller „Kämpfe der Arbeiter um die Sicherung ihrer Lebenshaltung und alle[r] Widerstandsaktionen der werktätigen Bevölkerung gegen Steuerdruck, Preistreibereien und sonstige Ausplünderung“.
Die konstituierende Sitzung der Nationalen Front fand am 7. Januar 1950 statt. Im Februar 1950 wurde der Nationalrat der Nationalen Front ernannt. Seit der ersten Volkskammerwahl und den Landtagswahlen am 15. Oktober 1950 waren nur die Kandidaten der Nationalen Front auf den Einheitslisten bei der Wahl zugelassen. Der auf Beschlüssen der SED beruhende „Wahlaufruf“ der Nationalen Front war jeweils das gemeinsame Wahlprogramm der Kandidaten. Die SED stellte formal nur ein Viertel der Abgeordneten, während auf die übrigen vier Parteien zusammen knapp die Hälfte der Sitze entfielen. Da aber unter den Abgeordneten der Massenorganisationen viele auch Mitglied der SED waren, konnten die anderen Parteien keine Mehrheiten organisieren. Die seitdem herrschenden Machtverhältnisse konnten durch diesen Abstimmungsmodus nicht mehr verändert werden.
Anfangs beschäftigte sich die Nationale Front auch mit gesamtdeutschen Fragen; seit 1968 war es ihre Hauptaufgabe, alle Parteien und Massenorganisationen zu einem „gemeinsamen sozialistischen Weg zusammenzuschließen“.
Seitdem bestand die hauptsächliche Bedeutung der Nationalen Front in der Organisation der Volkskammerwahlen, bei denen es nur die „Einheitsliste“ der Nationalen Front gab, die in der Regel im Block gewählt wurde. Die eigentliche Wahl wurde dabei auf die Kandidatenaufstellung durch die Nationale Front verschoben, die in Ausnahmefällen auch ausgetauscht wurden. Somit bestätigte die Volkskammerwahl diese lediglich. Die Aufteilung der zu besetzenden Plätze auf die Parteien und Massenorganisationen wurde dabei bereits im Voraus festgelegt und blieb über viele Wahlperioden gleich. Die Einheitsliste erhielt zusammen mit den der SED angehörenden Vertretern der Massenorganisationen stets über 99 % der Stimmen bei einer Wahlbeteiligung von rund 98 %.
Die Bedeutung der Nationalen Front auf zentraler politischer Ebene schwand in der Ära Honecker. In den 1980er-Jahren gab es keine Sitzungen des Nationalrats-Präsidiums mehr; der letzte Nationalkongress fand 1969 statt. Im Dezember 1989 traten die Blockparteien auf Initiative der CDU aus der Nationalen Front aus. Der von Hans Modrow geleitete Ministerrat wollte die Ausschüsse Anfang 1990 als „Nationale Bürgerbewegung“ umstrukturieren. Dieser Versuch misslang, da die Unterstützung der Einheitslistenwahlen und damit der SED-Alleinherrschaft die Nationale Front früh und langfristig in der Bevölkerung diskreditiert hatte.

## Organisation und Aufgaben
Im Selbstverständnis der SED war „die Nationale Front des demokratischen Deutschland keine Partei und keine Massenorganisation. Man wird nicht Mitglied der Nationalen Front, indem man seinen Beitritt erklärt, ein Mitgliedsbuch erhält, Mitgliedsbeiträge zahlt und statutenmäßig festgelegte Rechte und Pflichten wahrnimmt. Die Nationale Front ist vielmehr eine Volksbewegung; sie umfasst alle Bürger der DDR, die für die Ziele der Nationalen Front eintreten. In diesem Sinne gehören zur Nationalen Front Mitglieder der Partei der Arbeiterklasse, der anderen Parteien und parteilose Bürger, Mitglieder der Gewerkschaften, des Jugendverbandes und der anderen Massenorganisationen, Angehörige aller Klassen und Schichten des Volkes unserer Republik.“ Damit stellte sich die Nationale Front als eine spezifische Form des Bündnisses der Arbeiterklasse und ihrer marxistisch-leninistischen Partei mit den anderen Werktätigen dar. Über die sozialistische Volksfront stellte die Partei die Verbindung zu den Massen her und war durch diese in der Lage, ständig den Bewusstseinsstand, die Stimmungen, Interessen, Erfahrungen und Traditionen der Volksmassen zu erkennen und diese zu beeinflussen.

### Nationalrat
Die Nationale Front hatte kein Statut. Höchstes Organ der Nationalen Front war jedoch der von der Bezirksdelegiertenkonferenz gewählte Kongress, der den Nationalrat aus Vertretern aller Parteien und größeren gesellschaftlichen Organisationen, das Präsidium, den Präsidenten und den Vizepräsidenten wählte. Zwischen den Kongressen wurde die Arbeit vom Präsidium und vom Sekretariat des Nationalrates geleitet.
Im Präsidium vertreten waren
- die Sozialistische Einheitspartei Deutschlands (SED),
- die Demokratische Bauernpartei Deutschlands (DBD),
- die Christlich-Demokratische Union Deutschlands (CDU),
- die Liberal-Demokratische Partei Deutschlands (LDPD),
- die National-Demokratische Partei Deutschlands (NDPD),
- der Freie Deutsche Gewerkschaftsbund (FDGB),
- die Freie Deutsche Jugend (FDJ),
- der Demokratische Frauenbund Deutschlands (DFD),
- die Volkssolidarität,
- die Domowina und
- der Kulturbund der DDR.

Um die Vorherrschaft der SED in der Nationalen Front durchzusetzen, war diese in den Organen der Nationalen Front überrepräsentiert.
Etwa Mitte der 1950er Jahre begann sich die gesamtdeutsche Zielsetzung zu Gunsten des sozialistischen Aufbaus in der DDR zu verschieben. Ende der 1970er und vor allem in den 1980er Jahren traten zunehmend Aufgaben mit regionalem Bezug in den Vordergrund. Die Ausschüsse der Nationalen Front entwickelten enge Beziehungen in den Wohngebieten der Städte und Gemeinden der DDR.
Auf außenpolitischem Gebiet pflegte der Nationalrat der Nationalen Front Kontakte zu einer Vielzahl von Staaten mit unterschiedlicher politischer Ausrichtung.
Der Nationalrat hatte seinen Sitz in der damaligen Otto-Grotewohl-Straße 49, der jetzigen Wilhelmstraße, in Berlin-Mitte. Heute befindet sich in diesem Gebäude ein Teil des Bundesministerium für Arbeit und Soziales.
Die parteilosen Präsidenten des Nationalrates der Nationalen Front waren:
- Erich Correns (1950–1981; im Amt verstorben)
- Lothar Kolditz (1981–1989; Rücktritt am 5. Dezember 1989)

Nach ihrer Wahl wurden sie jeweils Mitglied des Staatsrates der DDR und des Präsidiums des Zentralvorstandes der Gesellschaft für Deutsch-Sowjetische Freundschaft.

### Ausschüsse
Die Organe der Nationalen Front auf örtlicher Ebene waren die Ausschüsse. Es gab Orts- und Wohnbezirksausschüsse, Stadtausschüsse, Stadtbezirks- (in Berlin [Ost]) und Kreisausschüsse sowie Bezirksausschüsse, 1989 insgesamt 19.400. Alle Ausschüsse der Nationalen Front arbeiteten mit den entsprechenden Volksvertretungen zusammen. Die Vorsitzenden der Räte der Bezirke, Kreise, Städte und Gemeinden gehörten den Ausschüssen der gleichen Ebene an.
Nur die Orts- und Wohnbezirksausschüsse gingen auf Urwahlen zurück. Die Orts- und Wohnbezirksausschüsse wählten die Delegierten zu den Stadt-, Stadtbezirks- und Kreiskonferenzen, die Kreiskonferenzen die Delegierten zu den Bezirkskonferenzen.
In den 17.000 Ausschüssen auf den unterschiedlichen Ebenen arbeiteten im Jahr 1977 rund 335.000 Menschen ehrenamtlich mit. Sie entfalteten an manchen Orten auch lokale Aktivitäten und waren in Zusammenarbeit mit den Stadt- und Gemeinderäten für Ordnung und Sauberkeit in ihren Wohnbezirken verantwortlich. Sie organisierten unter anderem Wertstoffsammlungen und veranstalteten Wohngebietsfeste.
Die Nationale Front war Trägerin des kommunalen Wettbewerbs Schöner unsere Städte und Gemeinden – Mach mit! und des Wettbewerbs um die Goldene Hausnummer.
Ziel dieser Aktivitäten war es, Bevölkerungsteile, die sonst nicht in Strukturen wie Parteien oder Massenorganisationen eingebunden waren, zu erreichen und für den „Aufbau des Sozialismus“ zu mobilisieren.
Die Nationale Front baute sich auf den Hausgemeinschaften auf. Die Hausgemeinschaften hatten Hausgemeinschaftsleitungen zu bestimmen. In Versammlungen der Hausgemeinschaften sollte die Politik von SED und DDR popularisiert werden. Dem gleichen Zwecke dienten die örtlichen Agitationslokale (früher Aufklärungslokale), in denen Agitatoren tätig waren, Propagandamaterial auslag und der Bevölkerung in Alltagsfragen Rat und Hilfe gewährt werden sollte. Über die Hausgemeinschaften wurde auch der freiwillige Arbeitseinsatz (Subbotnik) organisiert. Schließlich sollten sie das „sozialistische Gemeinschaftsleben“ entwickeln (gemeinsame Feiern, gemeinsamer Besuch kultureller Veranstaltungen, aber auch schlicht Nachbarschaftshilfe).

### Wahlkommission
Mit Erlass des Staatsrats vom 31. Juli 1963 wurde aufgrund des Wahlgesetzes zur Leitung der Durchführung der Wahlen zur Volkskammer und zu den örtlichen Volksvertretungen der Deutschen Demokratischen Republik Wahlkommissionen gebildet. Die Wahlkommission der Republik setzte „sich aus Vertretern der in der Nationalen Front des demokratischen Deutschland vereinigten Parteien und Massenorganisationen sowie aus weiteren hervorragenden Vertretern der Arbeiterklasse, der Genossenschaftsbauern, der Intelligenz, der bewaffneten Kräfte und der übrigen werktätigen Schichten zusammen.“ Sie wurden „in Tagungen der Parteien und Massenorganisationen und anderer gesellschaftlicher Organisationen sowie von Versammlungen in Betrieben, Genossenschaften, Institutionen und militärischen Verbänden vorgeschlagen und durch den Staatsrat der Deutschen Demokratischen Republik berufen.“ Die Wahlkommission leitete und überwachte die Wahlen auf dem gesamten Territorium der Deutschen Demokratischen Republik einschließlich der Bezirke, Kreise, Städte, Stadtbezirke und Gemeinden. Dazu erließ sie Direktiven und veranlasste „die Herstellung notwendiger Vordrucke, um den reibungslosen Ablauf der Wahlen zu sichern.“
Sie forderte zur Einreichung von Wahlvorschlägen für die Wahlen zur Volkskammer auf, prüfte die Wahlvorschläge auf die Einhaltung der gesetzlichen Bestimmungen, bestätigte sie und entschied endgültig über die Zurückweisung eines Wahlvorschlages für die Wahlen. Außerdem stellte sie das Wahlergebnis fest und veranlasste seine Veröffentlichung.

## Staatsrechtliche Funktion

### Wahlen zu den Volksvertretungen
Die Nationale Front hatte die staatsrechtliche Aufgabe, die Wahlen in der DDR auf Grundlage von Einheitslisten dauerhaft im parlamentarischen System der DDR zu verankern. Nach § 16 des Wahlgesetzes stellten die Wahlvorschläge für die Volkskammer, die Bezirkstage, die Kreistage, die Stadtverordnetenversammlungen, die Stadtbezirksversammlungen und die Gemeindevertretungen die demokratischen Parteien und Massenorganisationen auf. Sie hatten „das Recht, ihre Vorschläge zu dem gemeinsamen Vorschlag der Nationalen Front des demokratischen Deutschland zu vereinigen.“  Dieses Recht bedeutete in der Verfassungspraxis unter der Suprematie der SED stets die Pflicht, so zu verfahren.
Die in der Volkskammer und den Bezirks-, Kreis- und Gemeindevertretungen zu vergebenden Sitze wurden vom Demokratischen Block der Parteien und Massenorganisationen als Wahlvorschläge eingereicht, den Wählern von der Nationalen Front auf sog. Wählervertreterkonferenzen vorgestellt und nach Zulassung zur Wahl auf den Stimmzetteln aufgeführt. Die Wahlhandlung der Bürger bestand darin, am Wahltag den vorgefertigten Wahlvorschlag (Einheitsliste der Nationalen Front) in die Wahlurne einzustecken.

### Wahl der Richter, Schöffen und Mitglieder der Schiedskommissionen
Sowohl auf die Zusammenstellung der Wahlvorschläge als auch die Durchführung der Wahlen der Richter, Schöffen und Mitglieder der Schiedskommissionen hatte die Nationale Front nach dem Gesetz über die Verfassung der Gerichte der Deutschen Demokratischen Republik (Gerichtsverfassungsgesetz) und dem Gesetz über die gesellschaftlichen Gerichte der Deutschen Demokratischen Republik maßgeblichen Einfluss.

### Einfluss auf die Tätigkeit der Staatsorgane
Die Abgeordneten der Volkskammer und die Abgeordneten der örtlichen Volksvertretungen, bis 1972 auch der Ministerrat, waren gesetzlich zur Zusammenarbeit mit den Ausschüssen der Nationalen Front verpflichtet.
Nach § 19 des Gesetzes über die gesellschaftlichen Gerichte hatten die Ausschüsse der Nationalen Front die Wirksamkeit der Tätigkeit der Schiedskommissionen insbesondere durch Teilnahme ihrer Vertreter an deren Beratungen zu fördern. Sie informieren die Mitglieder der Schiedskommissionen über die Entwicklung des Gemeinschaftslebens der Bürger und unterstützen Hausgemeinschaften und andere Kollektive bei der Übernahme von Erziehungsaufgaben.
Die als Bindeglied zwischen der Verwaltung und der Bevölkerung fungierenden Hausvertrauensleute waren sowohl ehrenamtliche Helfer des Staatsapparates als auch der Nationalen Front.

## Veröffentlichungen
Von 1950 bis 1961 gab der Informationsdienst der Nationalen Front im Kongreß-Verlag Berlin eine Zeitschrift heraus, bis 1953 wöchentlich unter dem Titel „Deutschlands Stimme“, anschließend nur noch 14-täglich bis 1959 unter dem Titel „Stimme des Patrioten“, die letzten beiden Jahre unter dem Titel „Die Stimme“.
Außerdem gab der Nationalrat der Nationalen Front zahlreiche Schriften im Staatsverlag der Deutschen Demokratischen Republik heraus, z. B. ein Graubuch. Expansionspolitik und Neonazismus in Westdeutschland. Hintergründe, Ziele, Methoden oder Ans sozialistische Vaterland, ans teure, schliess Dich an! Lebensbilder von uns und für uns der Abteilung Agitation, jeweils erschienen 1967.
Die Nationale Front trat jedoch vor allem mit Aufrufen, die den kommunalen Bereich betrafen, in Erscheinung, z. B. beim Wettbewerb Schöner unsere Städte und Gemeinden. Auch versuchte sie, die Bevölkerung für die Erfüllung volkswirtschaftlich wichtiger Aufgaben und gesellschaftliche Vorhaben zu mobilisieren. Sie sollte so sowohl materiellen Nutzen stiften als auch für „die sozialistische Bewußtseinsbildung der Bevölkerung“ wirken.

## Auszeichnungen

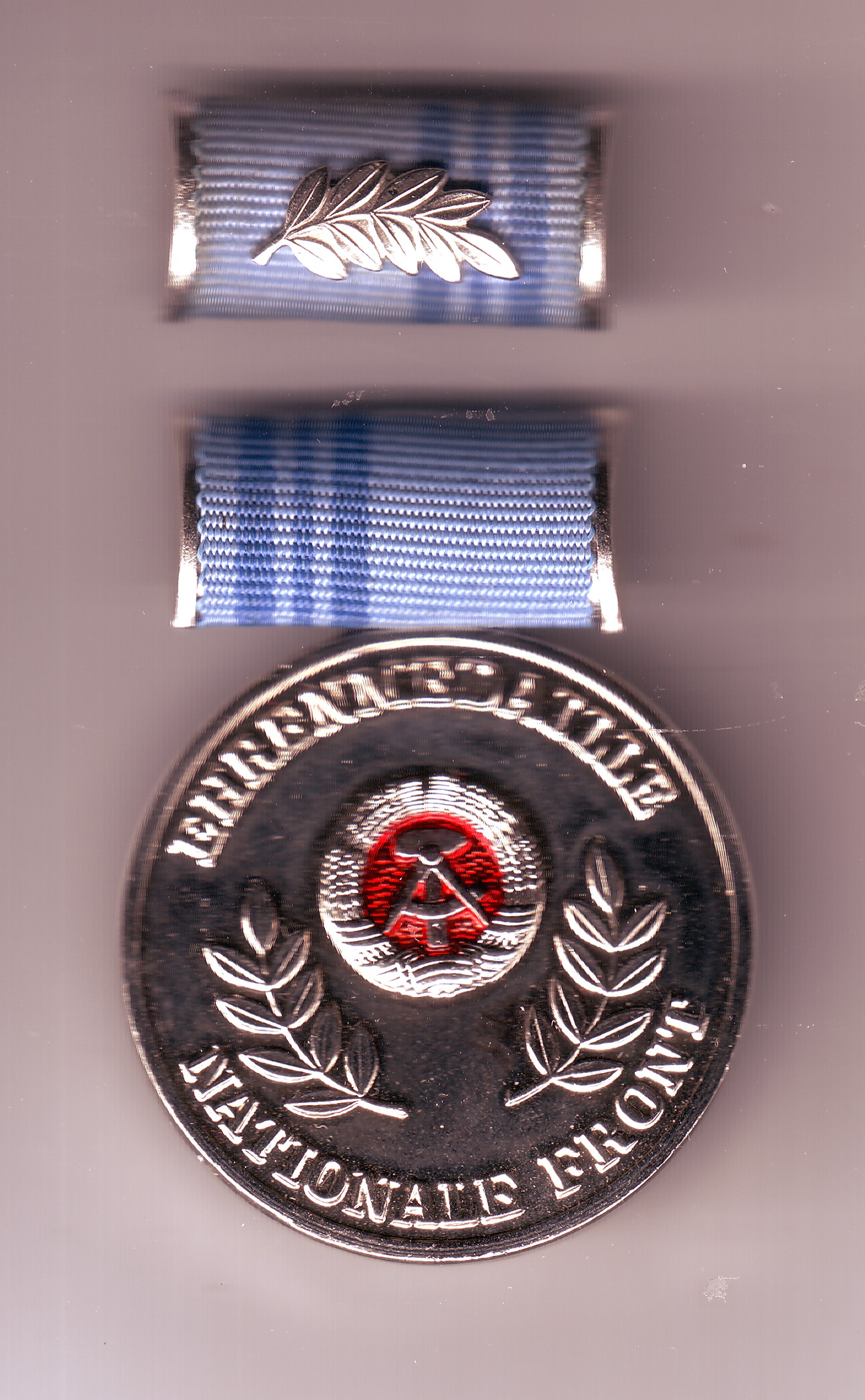
Ehrenmedaille der Nationalen Front

Nach der ab 1955 verliehenen Ernst-Moritz-Arndt-Medaille wurden verdiente Persönlichkeiten ab 1975 mit der Ehrenmedaille der Nationalen Front ausgezeichnet.
Erfolgreiche Kommunen und Hausgemeinschaften erhielten ideelle und materielle Auszeichnungen wie Geldprämien oder die Ehrennadel der Nationalen Front in Silber oder Bronze.
Die Ehrungen fanden gewöhnlich im Steinsaal des Nationalrats in Ost-Berlin statt.

## Auflösung

### Organisatorisch
Im Herbst 1989 hatten Vertreter von Parteien und Organisationen über Inhalt und Fortbestand der Nationalen Front diskutiert. Am 5. Dezember 1989 erklärte Lothar Kolditz seinen Rücktritt als Präsident des Nationalrates. Eine aus Funktionären verschiedener Parteien und Organisationen bestehende Initiativgruppe veröffentlichte am 13. Dezember 1989 ein „Aktionsprogramm zur Erneuerung der Arbeit der Ausschüsse der Nationalen Front und ihre Umwandlung in eine Nationale Bürgerbewegung“.
Am 10. März 1990 fand ein Kongress statt, der für diese Bürgerbewegung als Ausgangspunkt dienen sollte. Auf dem Kongress wurde Annekathrin Bürger zur Präsidentin der zu bildenden Bürgerbewegung gewählt. Der Kongress brachte aber nicht die erhofften Ergebnisse. Bürgerbewegungen, Parteien und Organisationen waren nicht bereit, eine solche Nachfolgeorganisation der Nationalen Front zu akzeptieren. Im April 1990 löste sich das Sekretariat der Nationalen Front endgültig auf.
Bei der Volkskammerwahl am 18. März 1990 stellten sich erstmals 24 verschiedene Parteien und Wahlbündnisse zur Wahl. Sie war eine „freie, allgemeine, gleiche, direkte und geheime Wahl“. In dem von dem Runden Tisch mitberatenen Wahlgesetz kommt die Nationale Front nicht mehr vor. Die Kandidaten wurden von den Parteien, anderen politischen Vereinigungen oder Listenvereinigungen für die einzelnen Wahlkreise in einer verbindlichen Reihenfolge aufgestellt. Als Kandidat konnte nur benannt werden, wer in einer beschlussfähigen Mitglieder- oder Vertreterversammlung der Partei oder anderen politischen Vereinigung in geheimer Abstimmung das Vertrauen der anwesenden Mehrheit erhalten hatte.

### Finanziell
Die Ausgaben des Nationalrates sowie der Bezirks-, Kreis-, Stadt- und Stadtbezirksausschüsse wurden überwiegend aus jährlich steigenden Staatszuweisungen finanziert. Sie betrugen zwischen 1966 und 1989 zwischen 13 und 30 Mio. Mark. Den Untergliederungen der Nationalen Front auf Stadt- und Ortsebene standen zur Finanzierung ihrer Ausgaben Prämien des Staates (z. B. für besondere Leistungen in der Bürgerinitiative), Einnahmen aus Sekundärrohstoffsammlungen, aus Eigenleistungen (Reparaturen in Wohnungen, Pflege von Grünanlagen) und Veranstaltungen, Zuschüsse von Betrieben, Genossenschaften und Institutionen sowie Spenden von Bürgern zur Verfügung.
Die Unabhängige Kommission zur Überprüfung des Vermögens der Parteien und Massenorganisationen der DDR (UKPV) bezog den Nationalrat der Nationalen Front in seiner Eigenschaft als Leitungsorgan in den Anwendungsbereich der §§ 20a, 20b des Parteiengesetzes der DDR ein. Die Nationale Front als solche war weder Partei noch Verein und hatte weder Satzung noch Statut. Der Nationalrat wurde zusammen mit anderen Präsidiumsmitgliedern der Nationalen Front nach Prüfung durch die UKPV von der Treuhandanstalt (THA) und der Bundesanstalt für vereinigungsbedingte Sonderaufgaben (BvS) abgewickelt. Sie steuerten zum Vermögen von Parteien und Massenorganisationen der DDR Vermögenswerte in einer Größenordnung von rund 60 Mio. Euro bei.

### Personell
Ende 1989 beschäftigte die Nationale Front 1.409 Mitarbeiter, davon waren 206 im Sekretariat des Nationalrates, 1.189 in den übrigen Sekretariaten und 14 in einem Ferienheim tätig.
Aufgrund einer „Vereinbarung zur Regelung arbeitsrechtlicher Fragen für Mitarbeiter der Nationalen Front der DDR, die im Zusammenhang mit Strukturveränderungen und Rationalisierungsmaßnahmen eine andere Arbeit aufnehmen“ zwischen dem Ministerrat der DDR und dem FDGB, Zentralvorstand der Gewerkschaft der Mitarbeiter der Staatsorgane und der Kommunalwirtschaft vom 8. Dezember 1989 wurden die ausscheidenden Mitarbeiter abgefunden.